# فصلنامه تاریخ معاصر
فصلنامه تاریخ معاصر (انگلیسی: Journal of Contemporary History)، یک فصلنامه با داوری همتا نشریه دانشگاهی است که از سال ۱۹۳۰ به مطالعه تاریخ در تمام نقاط جهان می‌پردازد. در سال ۱۹۶۶ توسط والتر لاکویر و جرج موس تأسیس شد. در ابتدا توسط Weidenfeld & Nicolson منتشر شد و توسط انتشارات سیج در سال ۱۹۷۲ خریداری شد.